# Mediemuseet
Mediemuseet (Danmarks Mediemuseum. Tidligere Danmarks Grafiske Museum) er et mediehistorisk museum i Odense. Mediemuseet åbnede i 1984 på Brandts Klædefabrik. I 1989 fusionerede museet med Dansk Pressemuseum og Arkiv.
I 2013 blev Mediemuseet en del af Museum Odense. Museet har fokuseret på dansk mediehistorie og den teknologiske udvikling, som medierne har gennemgået op igennem 1900-tallet og begyndelsen af det 21. århundrede. Udviklingen blev belyst blandt andet ved udstilling og sammenligning af aviser, ugeblade og pressefotografier fra forskellige tidsperioder samt udstilling af oprindelige trykpresser, radio- og tv-apparater.
I 2019 flyttede Mediemuseet til bygningskareen ved Møntergården. 